# Anglards-de-Saint-Flour
Ne doit pas être confondu avec Anglards-de-Salers.
Anglards-de-Saint-Flour est une commune française, située dans le département du Cantal en région Auvergne-Rhône-Alpes.

## Géographie

### Communes limitrophes
Anglards-de-Saint-Flour est limitrophe de quatre autres communes.
|         | Saint-Georges           |                     |
|         | Anglards-de-Saint-Flour | Ruynes-en-Margeride |
| Alleuze | Val d'Arcomie           |                     |

### Climat
Pour des articles plus généraux, voir Climat d'Auvergne-Rhône-Alpes et Climat du Cantal.
En 2010, le climat de la commune est de type climat des marges montargnardes, selon une étude du CNRS s'appuyant sur une série de données couvrant la période 1971-2000. En 2020, Météo-France publie une typologie des climats de la France métropolitaine dans laquelle la commune est exposée à un climat de montagne ou de marges de montagne et est dans la région climatique Sud-est du Massif Central, caractérisée par une pluviométrie annuelle de 1 000 à 1 500 mm, minimale en été, maximale en automne.
Pour la période 1971-2000, la température annuelle moyenne est de 9 °C, avec une amplitude thermique annuelle de 15,7 °C. Le cumul annuel moyen de précipitations est de 836 mm, avec 9,2 jours de précipitations en janvier et 6,4 jours en juillet. Pour la période 1991-2020, la température moyenne annuelle observée sur la station météorologique de Météo-France la plus proche, sur la commune de Saint-Flour à 8 km à vol d'oiseau, est de 8,8 °C et le cumul annuel moyen de précipitations est de 800,3 mm,. Pour l'avenir, les paramètres climatiques de la commune estimés pour 2050 selon différents scénarios d'émission de gaz à effet de serre sont consultables sur un site dédié publié par Météo-France en novembre 2022.

## Urbanisme

### Typologie
Au 1er janvier 2024, Anglards-de-Saint-Flour est catégorisée commune rurale à habitat très dispersé, selon la nouvelle grille communale de densité à 7 niveaux définie par l'Insee en 2022.
Elle est située hors unité urbaine. Par ailleurs la commune fait partie de l'aire d'attraction de Saint-Flour, dont elle est une commune de la couronne,. Cette aire, qui regroupe 36 communes, est catégorisée dans les aires de moins de 50 000 habitants,.
La commune, bordée par un plan d’eau intérieur d’une superficie supérieure à 1 000 hectares, le lac du Barrage de Grandval, est également une commune littorale au sens de la loi du 3 janvier 1986, dite loi littoral. Des dispositions spécifiques d’urbanisme s’y appliquent dès lors afin de préserver les espaces naturels, les sites, les paysages et l’équilibre écologique du littoral, tel le principe d'inconstructibilité, en dehors des espaces urbanisés, sur la bande littorale des 100 mètres, ou plus si le plan local d’urbanisme le prévoit.

### Occupation des sols
L'occupation des sols de la commune, telle qu'elle ressort de la base de données européenne d’occupation biophysique des sols Corine Land Cover (CLC), est marquée par l'importance des territoires agricoles (63,8 % en 2018), en augmentation par rapport à 1990 (62 %). La répartition détaillée en 2018 est la suivante : 
prairies (51,3 %), forêts (21,4 %), zones agricoles hétérogènes (12,5 %), milieux à végétation arbustive et/ou herbacée (9,9 %), eaux continentales (4,9 %). L'évolution de l’occupation des sols de la commune et de ses infrastructures peut être observée sur les différentes représentations cartographiques du territoire : la carte de Cassini (XVIIIe siècle), la carte d'état-major (1820-1866) et les cartes ou photos aériennes de l'IGN pour la période actuelle (1950 à aujourd'hui).

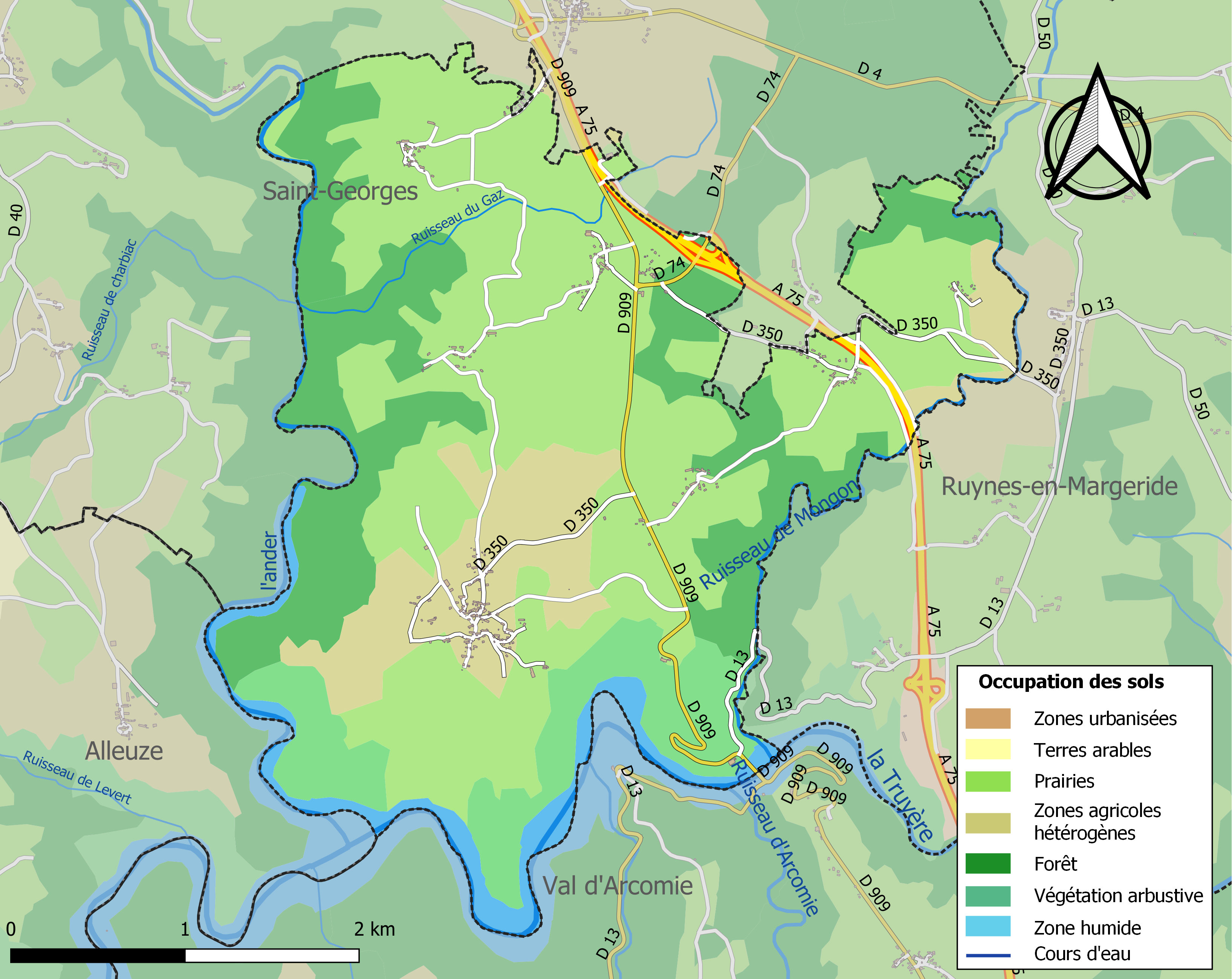
Carte des infrastructures et de l'occupation des sols de la commune en 2018 (CLC).

### Habitat et logement
En 2018, le nombre total de logements dans la commune était de 192, alors qu'il était de 188 en 2013 et de 159 en 2008.
Parmi ces logements, 75,2 % étaient des résidences principales, 12,9 % des résidences secondaires et 11,8 % des logements vacants. Ces logements étaient pour 93,6 % d'entre eux des maisons individuelles et pour 5,9 % des appartements.
Le tableau ci-dessous présente la typologie des logements à Anglards-de-Saint-Flour en 2018 en comparaison avec celle du Cantal et de la France entière. Une caractéristique marquante du parc de logements est ainsi une proportion de résidences secondaires et logements occasionnels (12,9 %) inférieure à celle du département (20,4 %) mais supérieure à celle de la France entière (9,7 %). Concernant le statut d'occupation de ces logements, 87,9 % des habitants de la commune sont propriétaires de leur logement (87,5 % en 2013), contre 70,4 % pour le Cantal et 57,5 pour la France entière.
| Typologie                                               | Anglards-de-Saint-Flour | Cantal | France entière |
| ------------------------------------------------------- | ----------------------- | ------ | -------------- |
| Résidences principales (en %)                           | 75,2                    | 67,7   | 82,1           |
| Résidences secondaires et logements occasionnels (en %) | 12,9                    | 20,4   | 9,7            |
| Logements vacants (en %)                                | 11,8                    | 11,9   | 8,2            |

## Toponymie
Attestée sous la forme castrum Anglarense en 926.
Ce nom de lieu est issu du mot d'origine occitane anglada, un dérivé d'angle.

Ce terme désigne en occitan un "coin de terre" ou un champ situé dans un "coin" et le "contenu" de ce coin, les habitations construites dans ce coin.
 
Le nom est basé sur cette situation "dans un coin".

## Histoire
En 1949, la commune d'Anglards change de nom pour Anglards-de-Saint-Flour.

## Politique et administration

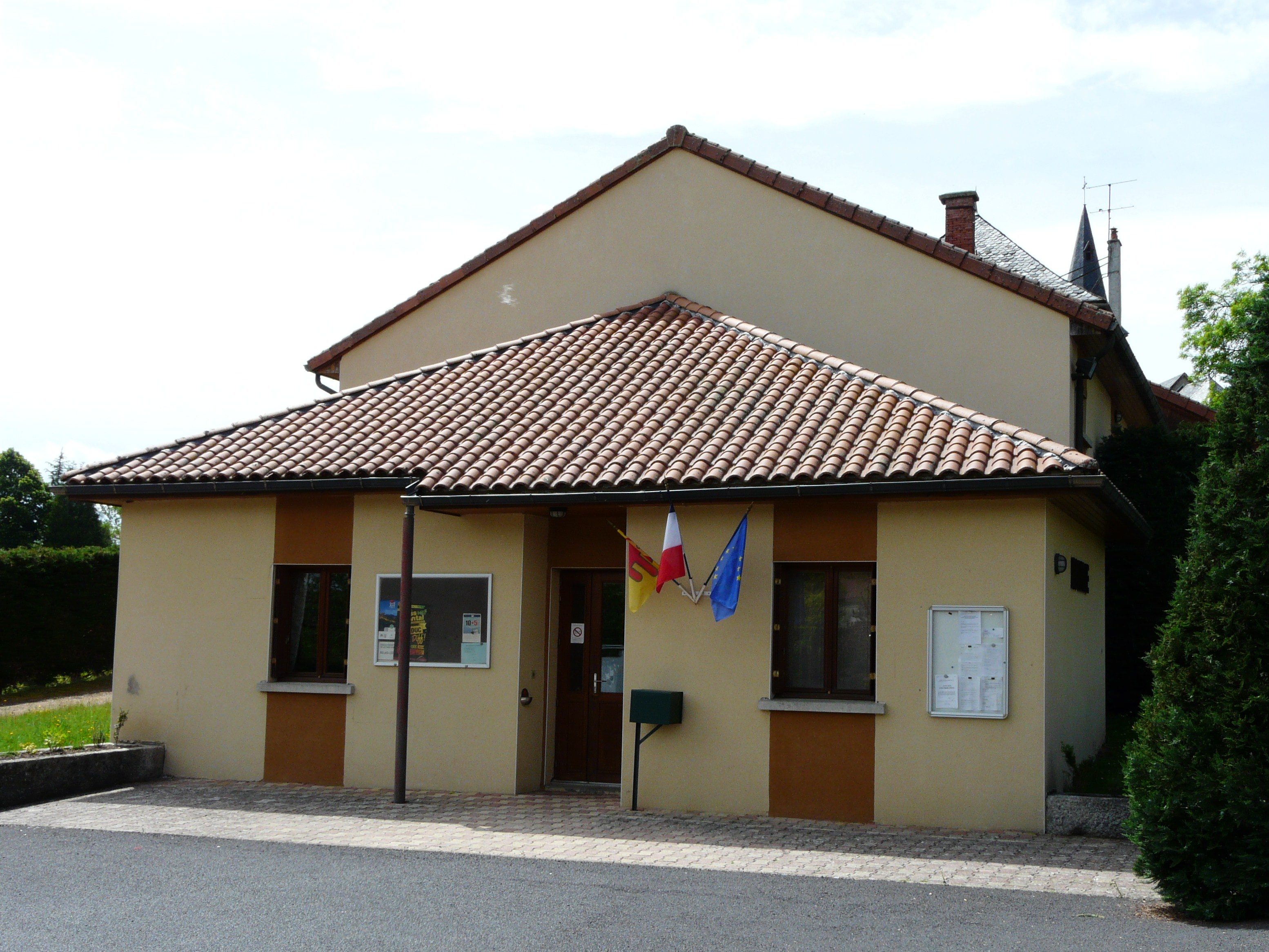
La mairie.

### Découpage territorial
La commune d'Anglards-de-Saint-Flour est membre de l'intercommunalité Saint-Flour Communauté, un établissement public de coopération intercommunale (EPCI) à fiscalité propre créé le 1er janvier 2017 dont le siège est à Saint-Flour. Ce dernier est par ailleurs membre d'autres groupements intercommunaux.
Sur le plan administratif, elle est rattachée à l'arrondissement de Saint-Flour, à la circonscription administrative de l'État du Cantal et à la région Auvergne-Rhône-Alpes.
Sur le plan électoral, elle dépend du canton de Neuvéglise-sur-Truyère pour l'élection des conseillers départementaux, depuis le redécoupage cantonal de 2014 entré en vigueur en 2015, et de la deuxième circonscription du Cantal  pour les élections législatives, depuis le dernier découpage électoral de 2010.

### Liste des maires
| Période                                  | Période                       | Identité      | Étiquette | Qualité       |
| ---------------------------------------- | ----------------------------- | ------------- | --------- | ------------- |
| Les données manquantes sont à compléter. |                               |               |           |               |
|                                          |                               |               |           |               |
| mars 2001                                | avril 2014                    | Jean Bigot    |           |               |
| avril 2014                               | En cours (au 15 juillet 2014) | Roland Brunel | DVD       | Fonctionnaire |

## Démographie
L'évolution du nombre d'habitants est connue à travers les recensements de la population effectués dans la commune depuis 1793. Pour les communes de moins de 10 000 habitants, une enquête de recensement portant sur toute la population est réalisée tous les cinq ans, les populations de référence des années intermédiaires étant quant à elles estimées par interpolation ou extrapolation. Pour la commune, le premier recensement exhaustif entrant dans le cadre du nouveau dispositif a été réalisé en 2006.

En 2022, la commune comptait 403 habitants, en évolution de +16,14 % par rapport à 2016 (Cantal : −1,08 %, France hors Mayotte : +2,11 %).
| 1793 | 1800 | 1806 | 1821 | 1831 | 1836 | 1841 | 1846 | 1851 |
| ---- | ---- | ---- | ---- | ---- | ---- | ---- | ---- | ---- |
| 465  | 372  | 558  | 521  | 487  | 500  | 426  | 433  | 439  |

| 1856 | 1861 | 1866 | 1872 | 1876 | 1881 | 1886 | 1891 | 1896 |
| ---- | ---- | ---- | ---- | ---- | ---- | ---- | ---- | ---- |
| 443  | 428  | 413  | 380  | 311  | 418  | 359  | 342  | 343  |

| 1901 | 1906 | 1911 | 1921 | 1926 | 1931 | 1936 | 1946 | 1954 |
| ---- | ---- | ---- | ---- | ---- | ---- | ---- | ---- | ---- |
| 318  | 352  | 310  | 290  | 277  | 297  | 281  | 278  | 257  |

| 1962 | 1968 | 1975 | 1982 | 1990 | 1999 | 2006 | 2011 | 2016 |
| ---- | ---- | ---- | ---- | ---- | ---- | ---- | ---- | ---- |
| 266  | 227  | 217  | 225  | 276  | 283  | 321  | 343  | 347  |

| 2021 | 2022 | - | - | - | - | - | - | - |
| ---- | ---- | - | - | - | - | - | - | - |
| 386  | 403  | - | - | - | - | - | - | - |

## Culture locale et patrimoine

### Lieux et monuments
- Porte d'entrée du site du célèbre viaduc de Garabit (1884) conçu par Gustave Eiffel, cette commune s'ouvre sur les pittoresques gorges de la Truyère.
- Église Saint Pierre.

À proximité également : le château du Chassan à Faverolles, le cirque de Mallet et le barrage de Grandval.

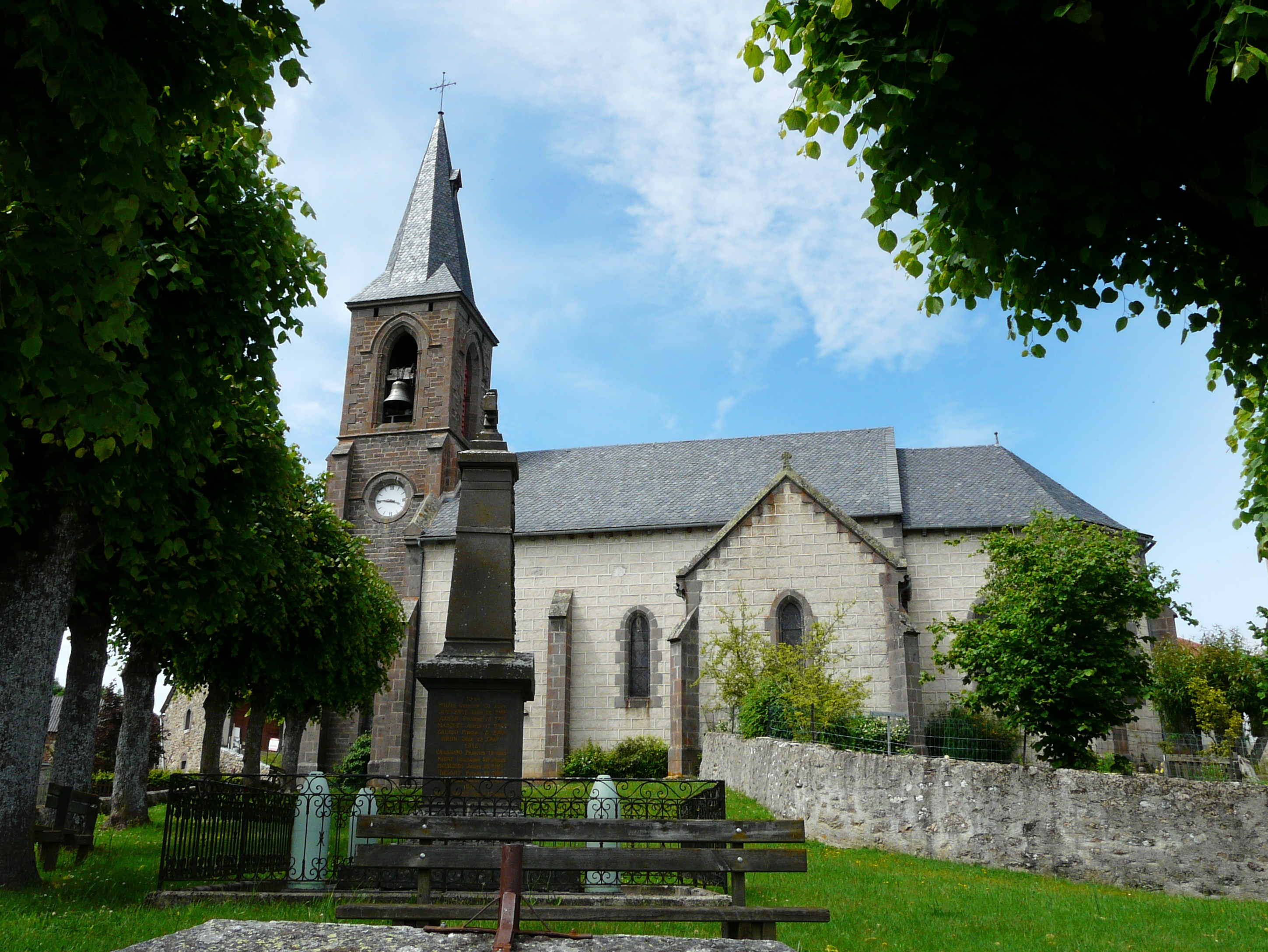
L'église.
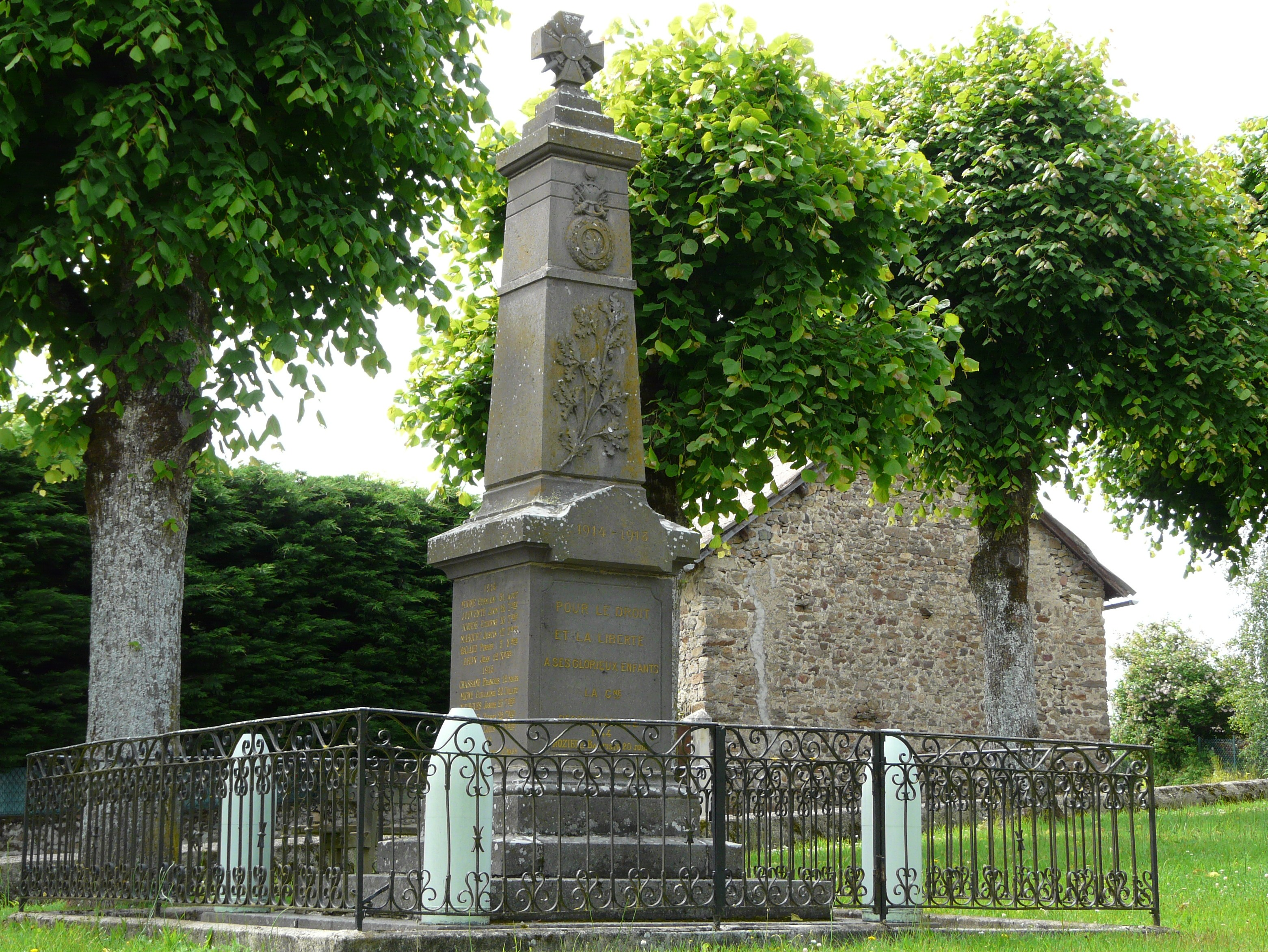
Le monument aux morts.

### Personnalités liées à la commune
- Pierre Biron (1861-1941), écrivain né sur la commune.